# Gadungan (Wates)
Gadungan is een bestuurslaag in het regentschap Kediri van de provincie Oost-Java, Indonesië. Gadungan telt 3436 inwoners (volkstelling 2010).